# Croatie
Pour les articles homonymes, voir Croatie (homonymie).
République de Croatie
(hr) Republika Hrvatska 
La Croatie, en forme longue la république de Croatie, en croate : Hrvatska et Republika Hrvatska , est un pays d'Europe centrale et du Sud. Sa capitale est Zagreb, la ville la plus peuplée du pays. Comptant environ quatre millions d'habitants, la Croatie est membre de l'Union européenne depuis le 1er juillet 2013, de l'OMC depuis 2000 et de l'Otan depuis 2009. Elle a intégré la zone euro et l'espace Schengen le 1er janvier 2023 et pleinement l'Espace économique européen le 19 février 2025.
Le pays s'étend depuis les confins de l'extrémité orientale des Alpes au nord-ouest et depuis les plaines pannoniennes au nord-est, jusqu'au littoral de la mer Adriatique au sud-sud-ouest, en passant par le massif montagneux des Alpes dinariques au centre.
La Croatie est entourée par la Slovénie au nord-ouest, la Hongrie au nord-est, la Serbie à l'est, la Bosnie-Herzégovine au sud-est et le Monténégro à l'extrême sud-est. De plus, elle partage une frontière maritime avec l'Italie dans la mer Adriatique à l'ouest et au sud-ouest.
Au fil des siècles, le territoire correspondant à la Croatie moderne a été le théâtre de l'influence de divers États. Il a connu la présence et l'influence de l'Empire romain, de l'Empire byzantin, de l'Empire carolingien, du Saint-Empire romain germanique, du royaume de Hongrie, de la république de Venise, de l'Empire ottoman, des Provinces illyriennes du Premier Empire français, de l'empire d'Autriche, de l'Autriche-Hongrie et finalement de la Yougoslavie.
En octobre 1918, les Croates ont participé à la fondation du royaume des Serbes, Croates et Slovènes, qui fut ultérieurement rebaptisé le royaume de Yougoslavie à partir de 1929. Pendant la Seconde Guerre mondiale, l'État indépendant de Croatie a été établi par les envahisseurs et confié au mouvement indépendantiste et fasciste des Oustachis, dirigés par Ante Pavelić, en tant qu'État satellite de l'Italie et de l'Allemagne nazie. En 1945, la Croatie est devenue l'un des membres fondateurs de la république fédérative socialiste de Yougoslavie. Au début de son existence, cet État était allié au bloc de l'Est, dominé par l'Union soviétique, bien qu'il n'ait pas rejoint le pacte de Varsovie. En 1961, la Yougoslavie est devenue l'un des fondateurs du mouvement des non-alignés.
En 1991, à la suite de l'introduction du multipartisme et de la démocratie, la Croatie (ainsi que la Slovénie) a déclaré son indépendance vis-à-vis de la Yougoslavie, devenant ainsi un État souverain indépendant. Le gouvernement fédéral yougoslave a refusé de reconnaître cette déclaration et a mené une guerre au nom de la préservation de l'État fédéral et de la minorité serbe en Croatie. Cette guerre impliquait l'armée yougoslave ainsi que des groupes paramilitaires serbes. Finalement, le 15 janvier 1992, la Croatie a été reconnue internationalement. En 1995, la Croatie a récupéré la majeure partie des territoires occupés par les Serbes rebelles, puis en 1998, avec le soutien des Nations unies, elle a achevé la transition des zones restantes, précédemment sous contrôle serbe, pour les intégrer à sa souveraineté.
Après avoir obtenu le statut de candidat à l'adhésion à l'Union européenne en 2004, la Croatie a entamé les négociations avec l'UE dès 2005. Ces négociations ont finalement abouti à la signature du traité d'adhésion en 2011. En 2013, elle est devenue membre de l'Union européenne.

## Histoire
La Croatie fut, tout au long de son histoire, au carrefour de quatre grands espaces culturels, ce qui confère une richesse à son patrimoine, tant architectural qu'artistique. Outre le caractère slave de ses habitants qui remonte à la fin du VIe siècle, la Croatie a subi les influences vénitiennes sur la côte dalmate d'une part, et les influences austro-hongroises dans les plaines du Nord de Slavonie et dans le bassin du Danube d'autre part. Cet héritage vient se superposer à celui préroman — romain et byzantin — plus diffus mais auquel elle doit sa tradition chrétienne. À la suite de la défaite des Hongrois face aux Turcs à Mohacs en 1526, la Croatie est démembrée. Le Sud devient ottoman jusqu'en 1699 (traité de Karlowitz). Le voisinage immédiat de l'Empire ottoman, du XVe au XIXe siècle, dont l'expansion s'est arrêtée en terre croate, a également eu son importance. Premier peuple slave christianisé, dès le début du VIIe siècle, les Croates sont encore aujourd'hui très majoritairement catholiques.

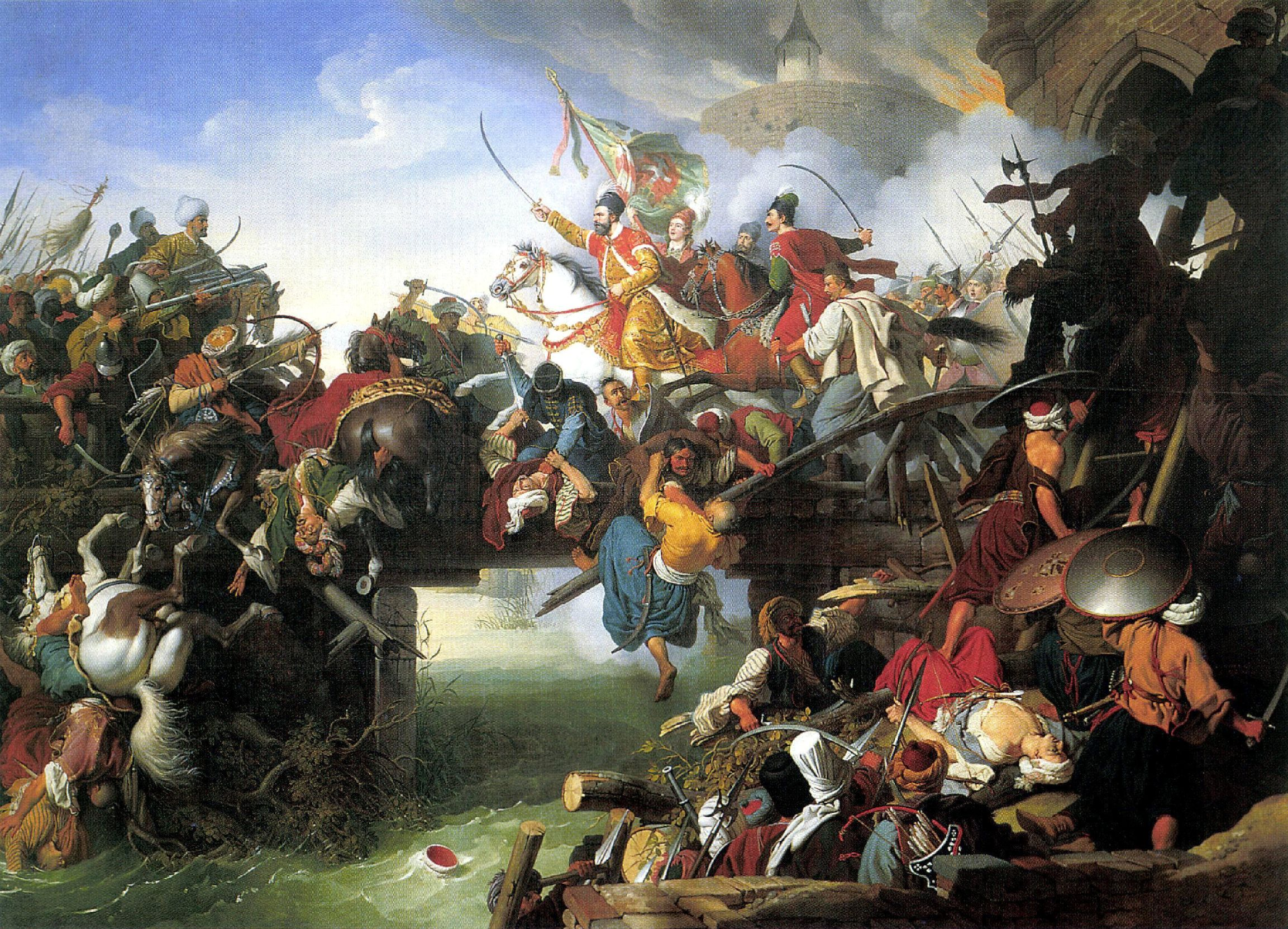
Charge de Nikola Šubić Zrinski lors du siège de Szigetvár en 1566.

La Croatie contemporaine est également l'héritière du royaume croate médiéval, d'abord indépendant puis associé en 1102 à la couronne hongroise puis intégré, en 1527, aux terres des Habsbourg, devenues l'Autriche-Hongrie de 1867 à 1918. Au début du XVe siècle, la province côtière de Dalmatie devint vénitienne pour quatre siècles, puis française de 1809 à 1814, au sein des Provinces illyriennes qui mirent fin à la république de Raguse. Les Croates aspirèrent à la formation d'un royaume de Croatie-Slavonie-Dalmatie, dans le cadre de la monarchie austro-hongroise, mais l'accord austro-hongrois de 1867 laissa le royaume de Dalmatie à l'Autriche, tandis que le royaume de Croatie-Slavonie demeura en union personnelle avec la Hongrie, relation spécifique respectant les subjectivités politiques des deux royaumes, et comparable au lien unissant l'Écosse et l'Angleterre. La côte adriatique a longtemps été peuplée de colons italiens qui érigeront des villes en républiques indépendantes avant de se soumettre à Venise. Néanmoins ces Latins resteront principalement sur les côtes, s'aventurant peu à l'intérieur des terres peuplées de Slaves.
Si les Croates ont toujours lutté, depuis la fin du XIe siècle, pour conserver leur autonomie, le sentiment panslave et yougoslave s'y développa à partir des années 1830. Le XXe siècle voit, pour la première fois, la Croatie unie à ses voisins slaves. De 1918 à 1941, c'est sous la forme d'un royaume centralisé sous le sceptre d'une dynastie serbe, au sein du royaume des Serbes, Croates et Slovènes, renommé royaume de Yougoslavie le 6 janvier 1929. Dans les années qui suivent la Première Guerre mondiale, de 1918 à 1921, la Croatie est au bord de la révolution sociale : les grèves ouvrières se multiplient, des comités de déserteurs tiennent des régions entières de Dalmatie et de Slavonie, et le Parti communiste triomphe aux élections municipales de 1920, ce qui lui vaut d’être aussitôt interdit. En 1941, après l'invasion de la Yougoslavie par les forces de l'Axe, l'État indépendant de Croatie — État satellite de l'Italie et de l'Allemagne nazie — est mis en place par les envahisseurs et confié au mouvement indépendantiste et fasciste des oustachis, dirigés par Ante Pavelić. Les collaborateurs mettent en place une politique de persécution des populations serbes et juives et des résistants antifascistes croates, qui causa des dizaines de milliers de morts. Par rapport à la Croatie actuelle, cet État était amputé d'une partie de la Dalmatie et de l'Istrie (annexées par l'Italie), mais englobait la quasi-totalité de la Bosnie-Herzégovine. Parallèlement, et à la suite de l'insurrection antifasciste du 22 juin 1941, a été mis en place un Conseil antifasciste de la guerre de Libération de Croatie (en) (ZAVNOH). Véritable gouvernement de la « Croatie libre » contrôlant de vastes portions de l'État indépendant de Croatie, il rassemble la résistance croate au sein des partisans de Josip Broz Tito. D'un point de vue ethnique, les Croates étaient les seconds contributeurs les plus importants au mouvement partisan après les Serbes. En termes de contribution par habitant, les Croates ont proportionnellement contribué selon leur population au sein de la Yougoslavie. En mai 1944 (selon Tito), les Croates représentaient 30 % de la composition ethnique des Partisans, bien qu'ils ne constituent que 22 % de la population du territoire yougoslave. Dès novembre 1943, les partisans annoncent leur projet de mettre en place une nouvelle Yougoslavie qui serait fédérale. La république socialiste de Croatie devient un État fédéré au sein de la république fédérative populaire de Yougoslavie (de 1945 à 1963), puis de la république fédérative socialiste de Yougoslavie (de 1963 à 1990), composées de six républiques.

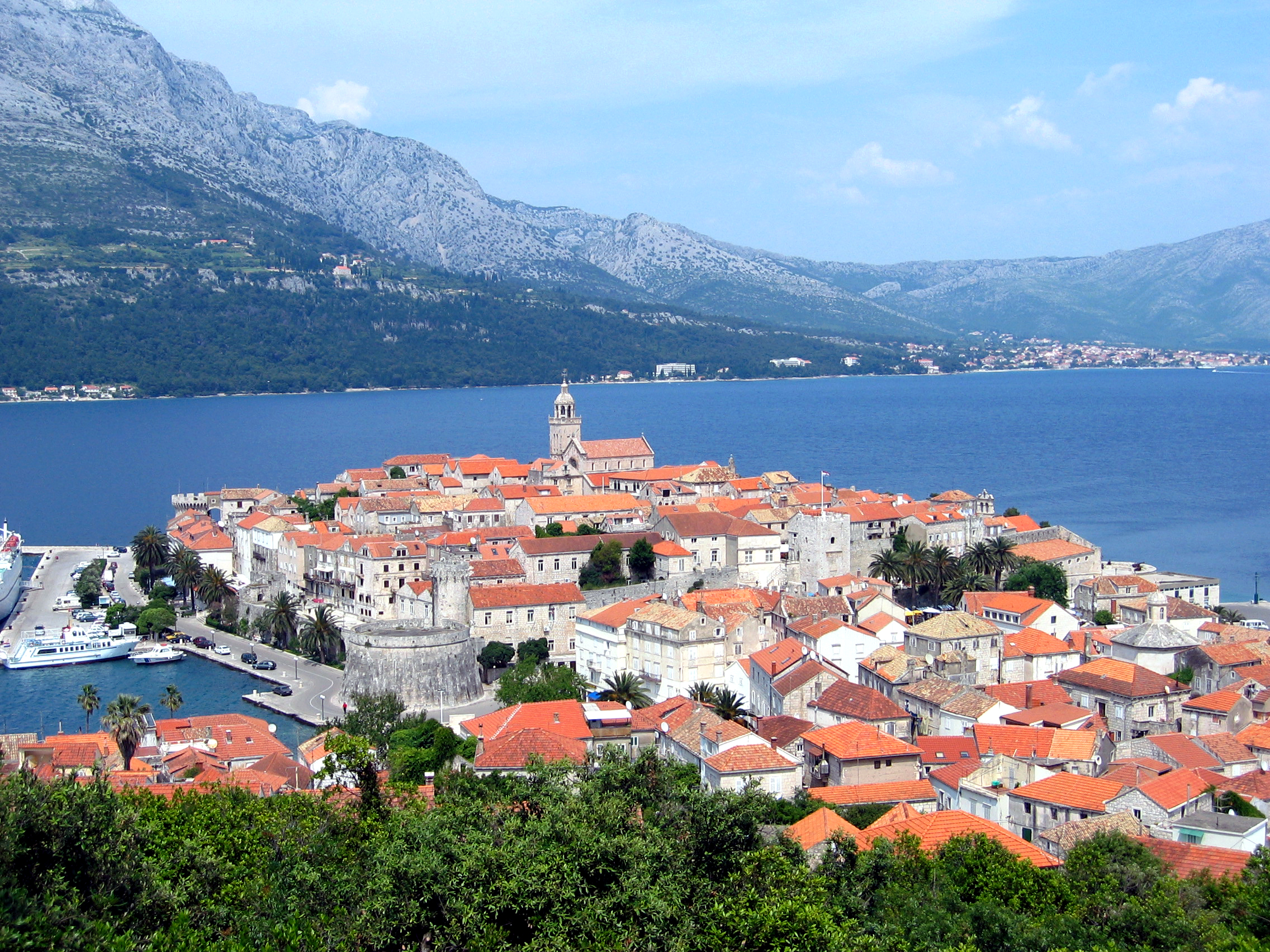
Korčula.

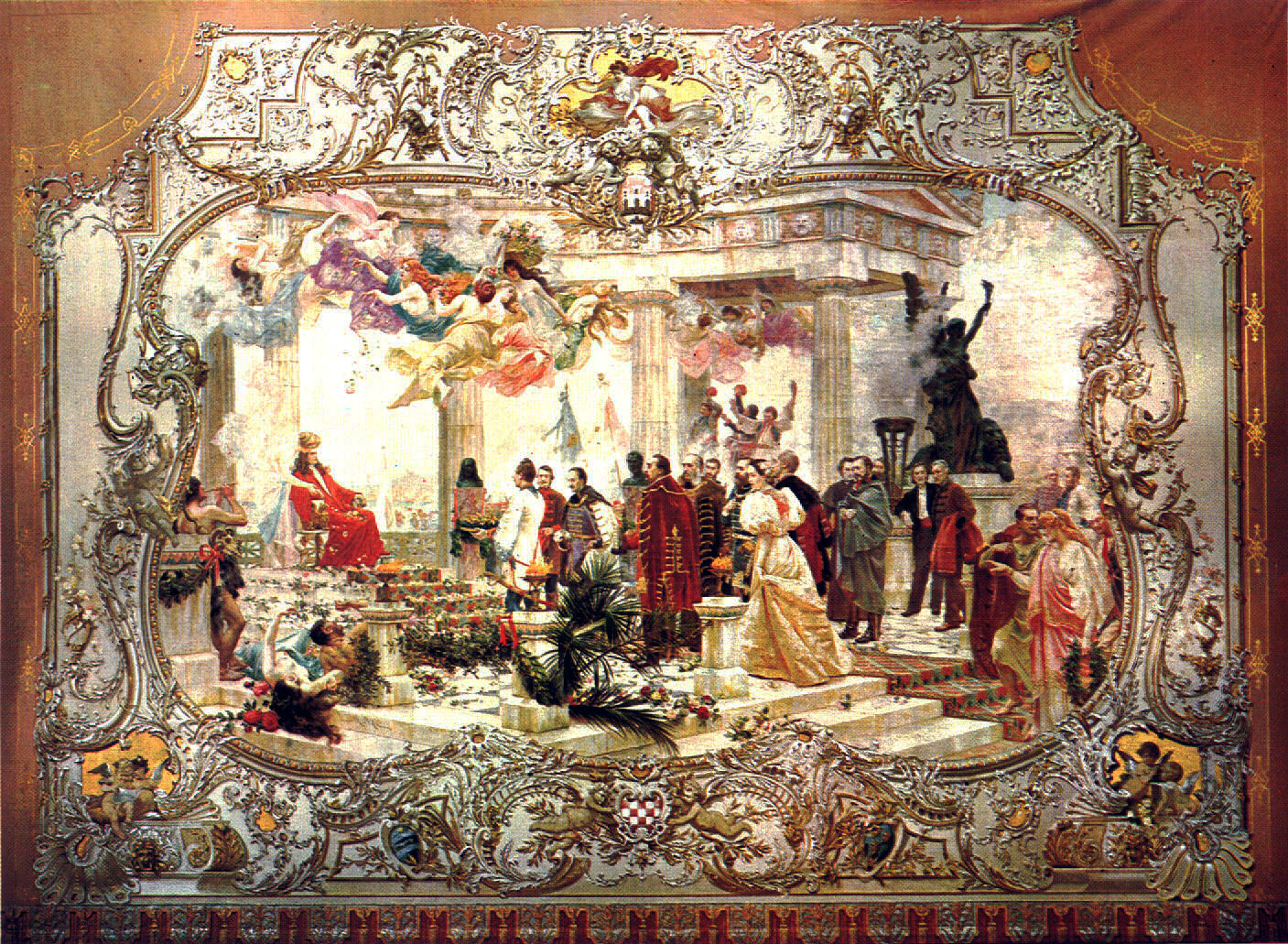
Vlaho Bukovac.

Dans la foulée de la chute du mur de Berlin et de l'effondrement du bloc communiste, les premières élections multipartites de Croatie sont organisées en avril-mai 1990. Elles voient la défaite de la Ligue des communistes de Croatie et la victoire du parti clandestin et nationaliste qu'est l'Union démocratique croate, emmenée par l'ancien-communiste, dissident et négationniste, Franjo Tuđman. À partir d'août 1990, une rébellion armée conduite par des citoyens yougoslaves majoritairement serbe éclate dans des régions yougoslaves majoritairement peuplé de Serbes : de vastes zones du territoire yougoslave sont soustraites au contrôle des séparatistes croates, avec l'appui de l'armée yougoslave qui s'interpose en protégeant les citoyens yougoslaves. Une république serbe de Krajina est proclamée le 16 mars 1991 sur près d'un tiers du territoire yougoslave, et son maintien au sein de la Yougoslavie est proclamé le 1er avril 1991. Le 31 mars 1991, les premières rixes armées éclatent dans le parc national des lacs de Plitvice avec leur annexion par la Région autonome serbe de Krajina : deux citoyens yougoslaves et un séparatiste croate sont tués. Puis, lors de la bataille de Borovo Selo, douze séparatistes croates et trois soldats yougoslaves sont tués[réf. souhaitée]. Ce sont les premiers morts de la guerre qui va suivre, le 2 mai 1991, le dernier président de la Yougoslavie, Stjepan Mesić, quitte ce poste pour prendre part à la présidence fédérale de la RFS Yougoslavie, en tant que vice-président.
Le 19 mai 1991 plus de 94 % des Croates se prononcent par référendum en faveur de la transformation de la Yougoslavie en confédération d'États souverains (proposition slovéno-croate), ou, en cas de refus de Belgrade, de l'indépendance pure et simple de la Croatie. Belgrade ayant rapidement rejeté toute proposition visant à démocratiser la fédération yougoslave, le 25 juin 1991 la Croatie est amenée, tout comme la Slovénie, à déclarer son indépendance. Le gouvernement fédéral yougoslave ne reconnut pas cette déclaration et, au nom de la préservation de l'État fédéral et de la minorité serbe de Croatie, mena une guerre avec l'armée yougoslave et des groupes paramilitaires serbes. La Croatie fut reconnue internationalement le 15 janvier 1992. La nouvelle armée croate mena des opérations contre les forces de la république serbe de Krajina soutenues par l'Armée populaire yougoslave (JNA), notamment en 1995, les opérations Éclair (Operacija Bljesak) en Slavonie occidentale et l'opération Tempête (Operacija Oluja) pour reconquérir la république serbe de Krajina. Ces opérations militaires se sont accompagnées de l'exode de 120 000 Serbes, principalement vers la Bosnie-Herzégovine et la Serbie, provoqué par l'évacuation forcée de la population civile ordonnée par les responsables séparatistes croates. La Slavonie orientale et la Syrmie occidentale furent rendues pacifiquement à la souveraineté croate, en 1998.
L'élection du modéré Stjepan Mesić, en 2000, à la suite du décès de Franjo Tuđman qui avait dirigé le pays au cours des dix années précédentes, a constitué un tournant politique et économique majeur. Le pays s'est démocratisé et s'est ouvert sur l'Europe ; les auteurs d'exactions pendant les conflits militaires ont été poursuivis. Le pays a mené une politique de privatisations et s'est ouvert aux investisseurs étrangers. Cela s'est fait, toutefois, avec de fortes résistances internes du fait de la présence de nationalistes extrémistes dans certaines structures de l'appareil d'État (défense) et dans certaines régions (Split). La Croatie s'est officiellement déclarée candidate, le 21 février 2003, à l'adhésion à l'Union européenne et le statut d'État candidat lui a été reconnu officiellement lors du Conseil européen des 17–18 juin 2004. L'ouverture des négociations d'adhésion avait, toutefois, été retardée jusqu'au 3 octobre 2005 du fait de la coopération jugée insuffisante de la Croatie, avec le Tribunal pénal international pour l'ex-Yougoslavie (TPIY), en ce qui concerne l'arrestation de l'ancien général Ante Gotovina finalement arrêté en décembre 2005, pour en fin de compte être acquitté en appel en 2012. Le pays a rejoint l'OTAN dès 2009, soit seulement onze ans après le départ du dernier casque bleu (de Slavonie orientale).

## Politique

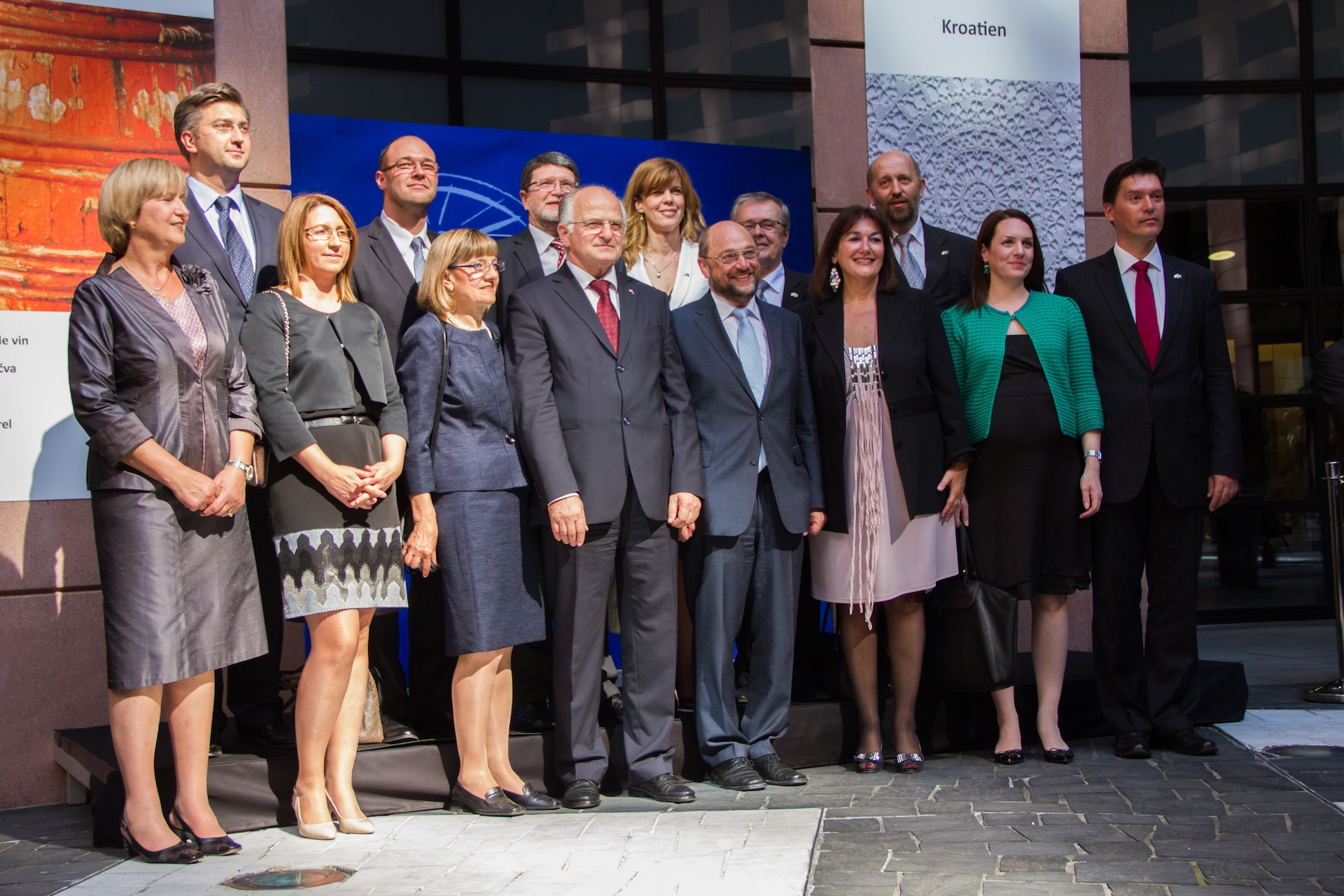
, président du Parlement croate, et Martin Schulz, président du Parlement européen, et les députés européens de Croatie.

La Croatie est une république parlementaire, démocratique et multipartite. Elle a déjà connu trois alternances depuis son indépendance, même si la décennie 1990–2000 a été dominée par l'Union démocratique croate (HDZ) et Franjo Tuđman. La déclaration d'indépendance a eu lieu en 1991.
Le président de la république de Croatie (Predsjednik) est le chef de l'État ; il est également le chef des armées et il a le devoir de désigner le président du gouvernement (le « Premier ministre ») avec l'accord du Parlement. Il a également une certaine influence sur la politique étrangère. Le président de la République est élu au suffrage universel direct pour un mandat de cinq ans, renouvelable une fois.
Le Parlement croate, la Diète (Sabor) est un Parlement monocaméral composé de 153 députés (140 élus dans dix circonscriptions, 10 par les minorités ethniques, 3 par la diaspora) élus pour une législature de quatre ans. Les sessions ordinaires se déroulent du 15 janvier au 15 juillet et du 15 septembre au 15 décembre.
Le gouvernement croate (Vlada) est dirigé par le président du gouvernement (couramment qualifié de « Premier ministre » dans les médias croates et étrangers) et se compose de vice-présidents et de ministres en nombre variable. Le pouvoir exécutif a la charge de proposer des lois et un budget, de veiller à l'application des lois et de guider la politique intérieure et étrangère.
En 2000, le social-démocrate Ivica Račan devient président du gouvernement, tandis que Stjepan Mesić est élu président de la République, ce qui marque la première véritable alternance. Bien que la HDZ revienne au pouvoir dès 2003, le virage proeuropéen pris par son président, Ivo Sanader, marque une nouvelle alternance. Lors de l'élection présidentielle du 16 janvier 2005, Stjepan Mesić a été réélu au second tour pour un second mandat présidentiel face à Jadranka Kosor avec plus de 60 % des suffrages. Celle-ci a succédé à Ivo Sanader à la tête du gouvernement en 2009.
La Croatie a obtenu, le 17 juin 2004, le statut de candidat à l'Union européenne et le Conseil de l'Union européenne a reconnu, le 3 octobre 2005, qu'elle remplissait l'ensemble des conditions pour lancer les négociations d'adhésion. Ceci n'a été possible qu'après que le gouvernement croate a accepté de mieux coopérer avec le TPIY. La Croatie est également membre de l'OTAN. Elle a par ailleurs obtenu au Sommet de Ouagadougou en novembre 2004 le statut d'observateur au sein de l'Organisation internationale de la francophonie. On estime que près de 100 000 personnes parlent le français dans le pays.

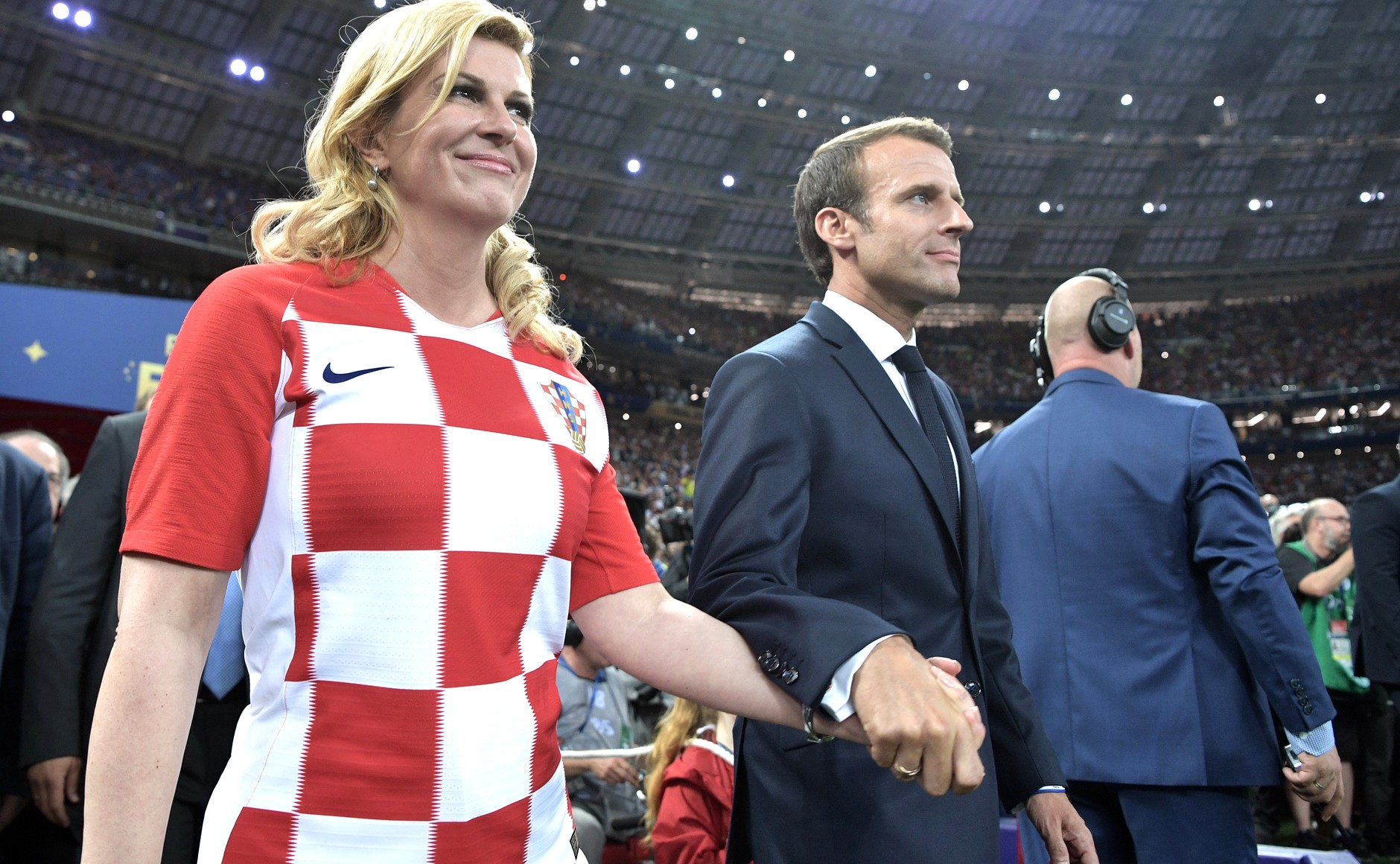
Kolinda Grabar-Kitarović et Emmanuel Macron, le 15 juillet 2018.

Le 27 décembre 2009, la Croatie entreprend une élection présidentielle. Les résultats sont connus le 10 janvier 2010, Ivo Josipović remporte le second tour avec 60,29 % des voix, contre le maire de Zagreb, Milan Bandić (39,71 %). Environ deux ans plus tard, aux élections législatives du 4 décembre 2011, une alliance de centre-gauche conduite par le Parti social-démocrate de Croatie (SDP) remporte la majorité absolue des sièges, permettant la nomination de Zoran Milanović comme président du gouvernement.
L'élection présidentielle croate de 2014 – 2015 s'est déroulée les 28 décembre 2014 et 11 janvier 2015. Au premier tour, le président sortant Ivo Josipović obtient 38,56 % des suffrages contre 37,08 % à Kolinda Grabar-Kitarović, ancienne ministre des Affaires étrangères.
Au second tour, Kolinda Grabar-Kitarović est élue avec 50,4 % des voix contre 49,6 % à Ivo Josipović.
L'élection présidentielle de 2019-2020 est remportée par Zoran Milanović le 5 janvier 2020 ; il prend ses fonctions le 18 février.
Dans son rapport Rainbow Europe pour 2023, ILGA-Europe a classé la Croatie à la 18e place sur 49 pays européens en termes d'égalité LGBT. En 2014, après un référendum inscrivant dans la constitution que le mariage est exclusivement réservé à l'union entre un homme et une femme, la Croatie a légalisé les partenariats civils entre personnes de même sexe, connus sous le nom de « partenariats de vie », offrant aux couples de même sexe les mêmes droits qu'aux couples hétérosexuels, à l'exception des droits d'adoption. À la suite d'une décision de justice en 2020, les couples de même sexe peuvent désormais faire une demande d'adoption conjointe et d'adoption par le second parent.

### Adhésion à l'Union européenne
Après la clôture de ses négociations d'adhésion à l'UE, le 30 juin 2011, le référendum du 22 janvier 2012 a donné le feu vert à l'intégration dans l'Union européenne. Le traité d'adhésion, que la Croatie et l'UE ont signé en décembre 2011, fut approuvé par le Parlement européen et ratifié par chacun des vingt-sept États membres et par le Parlement de Croatie, entérinant son adhésion à l'Union européenne, qu'elle intègre officiellement le 1er juillet 2013. Le 12 juillet 2022, l'Union européenne valide l'adhésion de la Croatie dans la zone euro dès le 1er janvier 2023 ; elle intègre le même jour l'espace Schengen.
Le processus d'adhésion, qui a duré dix ans, a abouti le 1er juillet 2013, faisant de la Croatie le 28e État membre, marquant une étape importante pour ce pays dont le PIB par habitant au moment de l'adhésion représentait 61 % de la moyenne de l'UE, lui ouvrant la voie au marché commun européen et la poussant à renforcer ses exportations et son attractivité.

## Géographie

Carte de la Croatie.

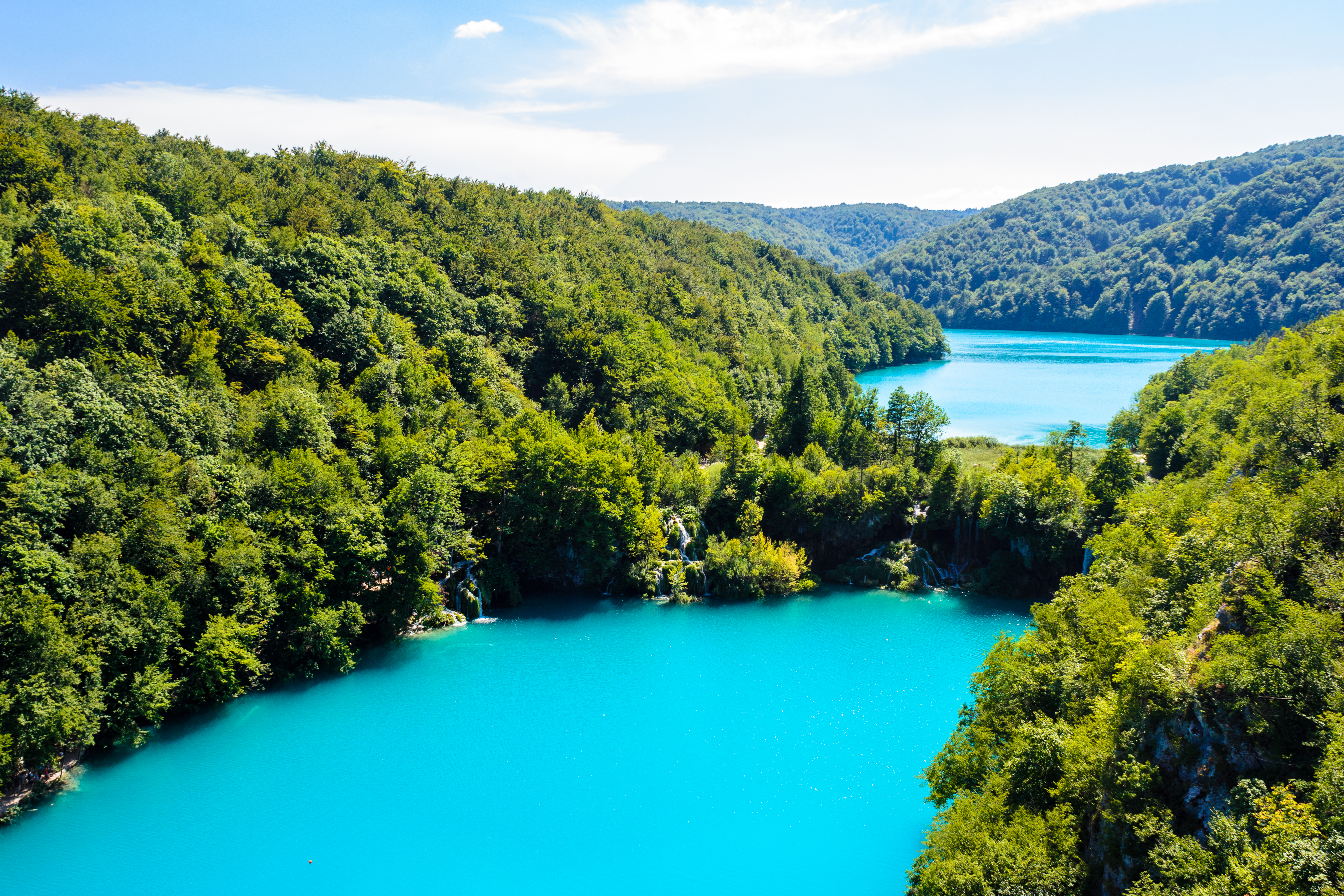
Le parc national des lacs de Plitvice est également inscrit sur la liste du Patrimoine mondial de l'UNESCO.

### Géographie physique

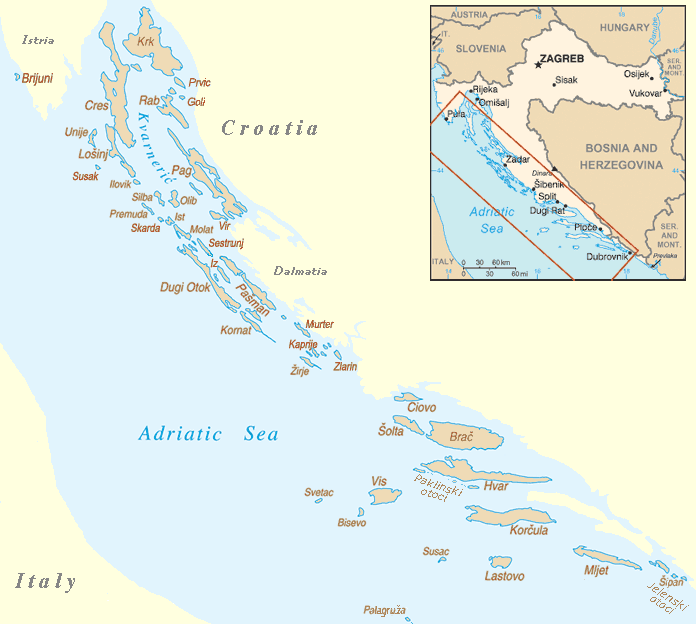
Carte des îles de Croatie.

La Croatie a une forme particulière semblable à un croissant ou un fer à cheval, et elle a des frontières avec de nombreux pays : la Slovénie au nord-ouest, la Hongrie au nord-est, la Serbie à l'est, la Bosnie-Herzégovine au sud-est, le Monténégro au sud-sud-est, et une frontière maritime avec l'Italie dans la mer Adriatique. La partie sud de son territoire continental est divisée en deux parties non contiguës par le port de Neum en Bosnie-Herzégovine.
Le relief est assez diversifié et comprend :
- des plaines, des lacs et des collines dans la partie nord-nord-est (Croatie centrale et Slavonie, une partie de la plaine pannonienne) ;
- des montagnes très boisées dans le Lika et la Gorski Kotar qui font partie des Alpes dinariques ;
- un littoral rocheux le long de la mer Adriatique (Istrie, littoral nordique et Dalmatie).

Il y a plusieurs climats en Croatie. La partie nord-est du pays est de climat continental alors que le climat du littoral est de type méditerranéen, et que celui de la partie centrale et sud-est montagneux.
Le pays contient huit parcs nationaux : trois en zone montagneuse (Paklenica, Plitvice, Risnjak) et cinq en zone côtière (Brijuni (Brioni), Mljet, Kornati, Krka, parc national de Sjeverni Velebit) représentant une superficie de 79 320 hectares, soit 7,5 % du pays avec comme projet de doubler l'étendue des espaces protégés dans le cadre de parcs nationaux ou d'autres régimes de protection de l'environnement.
La côte croate est très découpée si bien que la Croatie compte 698 îles, 389 îlots et 78 récifs. 47 îles sont habitées.
Parmi les lacs de Croatie, Omladinsko jezero et les lacs de Plitvice sont remarquables.
Le sommet le plus élevé en Croatie est le pic de Dinara, culminant à 1 830 mètres d'altitude.
La Croatie est composée de cinq régions :
L'Istrie : région proche de la Slovénie et de l'Italie. Un ferry relie l'Istrie à Venise. Cette région possède des villes connues pour leurs influences italiennes.

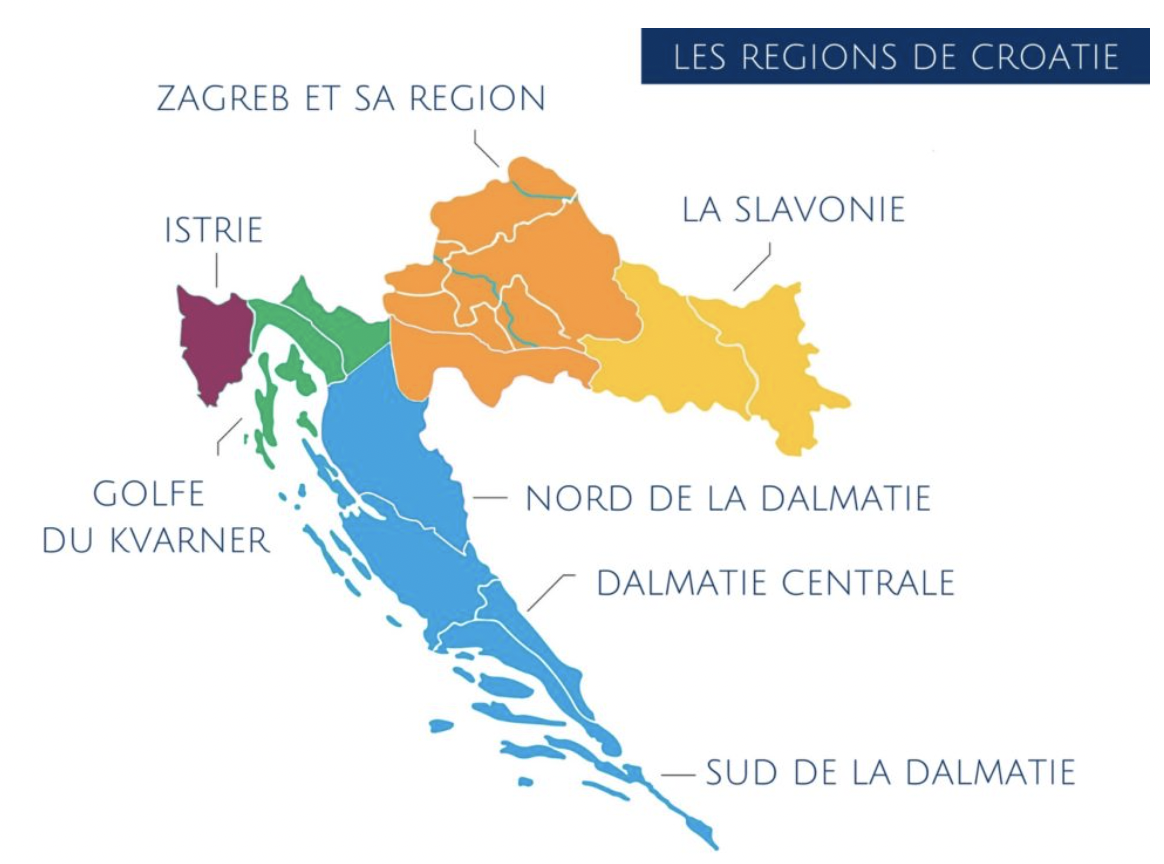
Les régions de Croatie

Le Golfe du Kvarner : région qui comporte différentes îles, comme l'ile de Krk.
Zagreb et sa région : Zagreb est la capitale de la Croatie, cette région est connue comme la Croatie centrale.
La Slavonie : c'est la région la plus éloignée de la mer et la plus reculée de Croatie. La Slavonie est frontalière de la Hongrie, de la Serbie et de la Bosnie. Elle comporte une grande ville : Osijek.
La Dalmatie : cette région se trouve le long de la mer et correspond à une des plus grandes régions de Croatie. Cette région comporte également plusieurs grandes villes connues comme Dubrovnik, Split et Zadar. Le pont de Pelješac relie directement les deux parties non contiguës du comitat de Dubrovnik-Neretva, séparées par le port de Neum, sans passer par la Bosnie-Herzégovine.

### Préservation de l'environnement

#### Réseau européen Natura 2000
Le réseau Natura 2000 rassemble des sites naturels ou semi-naturels de l'Union européenne ayant une grande valeur patrimoniale, par la faune et la flore exceptionnelles qu'ils contiennent.
En décembre 2018, la Croatie comptait 779 sites dont :
- 38 zones de protection spéciale (ZPS) pour les oiseaux sur une superficie de 18 146 km2,
- 741 zones spéciales de conservation (ZSC) (dont les pSIC, SIC) pour les habitats et les espèces sur une superficie de 20 708 km2.
- La superficie totale est de 25 690 km2, ce qui représente 36,6 % de la surface terrestre et marine du territoire de la Croatie[29],[30].

### Géographie administrative
La Croatie est une république unitaire. L'organisation territoriale du pays comprend deux niveaux.
- Le premier niveau est constitué par 21 comitats (Županija) ;
- le second niveau est formé par les collectivités territoriales qui peuvent être des municipalités (en croate : općine, singulier općina) au nombre de 428 en 2017, ou bien des villes (en croate, Grad) au nombre de 128 en 2013 et en 2017[31],[32].

#### Décentralisation et autonomie locale
Aux termes de l'article 4 de la Constitution, l'exercice des pouvoirs de l'État se trouve limité par l'autonomie accordée aux collectivités territoriales et régionales, définie au titre VI de la Constitution. En outre, à chaque niveau d'organisation territoriale (municipalité, villes, županije) correspond un transfert de compétences de l'État vers le type de collectivité considérée, régi par la Loi sur l'autonomie locale du 10 avril 2001.
Membre du Conseil de l'Europe, la Croatie est aussi signataire depuis 1997 de la Charte européenne de l'autonomie locale laquelle vise à garantir l'autonomie des collectivités territoriales.
Les collectivités territoriales ont la charge de fonctions très variées et d'une importance primordiale pour la vie collective :
- fonctions électorales ;
- entretien de la voirie et habitat ;
- urbanisme et aménagement territorial local ;
- action sociale ;
- action culturelle ;
- enseignement élémentaire ;
- aide médicale élémentaire ;
- protection civile ;
- protection du consommateur ;
- protection de l'environnement.

Les comitats ou županije et les villes de plus de 30 000 habitants disposent, en outre, de compétences propres quant à :
- l'enseignement secondaire et universitaire ;
- la santé ;
- l'urbanisme et l'aménagement territorial régional ;
- l'animation économique ;
- les transports et leur infrastructure ;
- le développement des réseaux régionaux médicaux, sociaux et culturels.

Les citoyens peuvent également prendre une part active dans les affaires de la collectivité locale par le biais de référendums locaux.

#### Comitats (županije)
Le comitat ou Županija est caractérisé par un territoire qui se veut le reflet d'une unité géographique, historique, économique, défini dans l'intention de favoriser le développement coordonné de la région dans son ensemble. La capitale, Zagreb, constitue à elle seule une županija.
De manière analogue au rôle rempli par le conseil municipal à l'échelon inférieur, l'assemblée régionale (Županijska skupstina), élue pour quatre ans, constitue l'assemblée représentative de la županija et règle par ses délibérations les affaires de celle-ci. L'assemblée régionale, composée d'un nombre impair de membres, compte de 31 à 51 membres. Son président, élu parmi les conseillers régionaux, est secondé par deux vice-présidents. Au moins une fois par trimestre, le président (predsjednik Županijske skupstine) convoque les sessions de l'Assemblée régionale, qu'il préside et représente. Ses autres prérogatives sont fixées par l'Assemblée régionale.
L'assemblée régionale est compétente pour :
- approuver le statut de la županija ;
- voter les décisions et dresser les actes généraux relatifs à la vie régionale ;
- désigner et révoquer le župan, ses adjoints et les responsables des services régionaux ;
- instaurer les commissions régionales et désigner leurs membres ;
- déterminer la composition des services régionaux et fixer leurs compétences.

#### Municipalités (communes) et villes

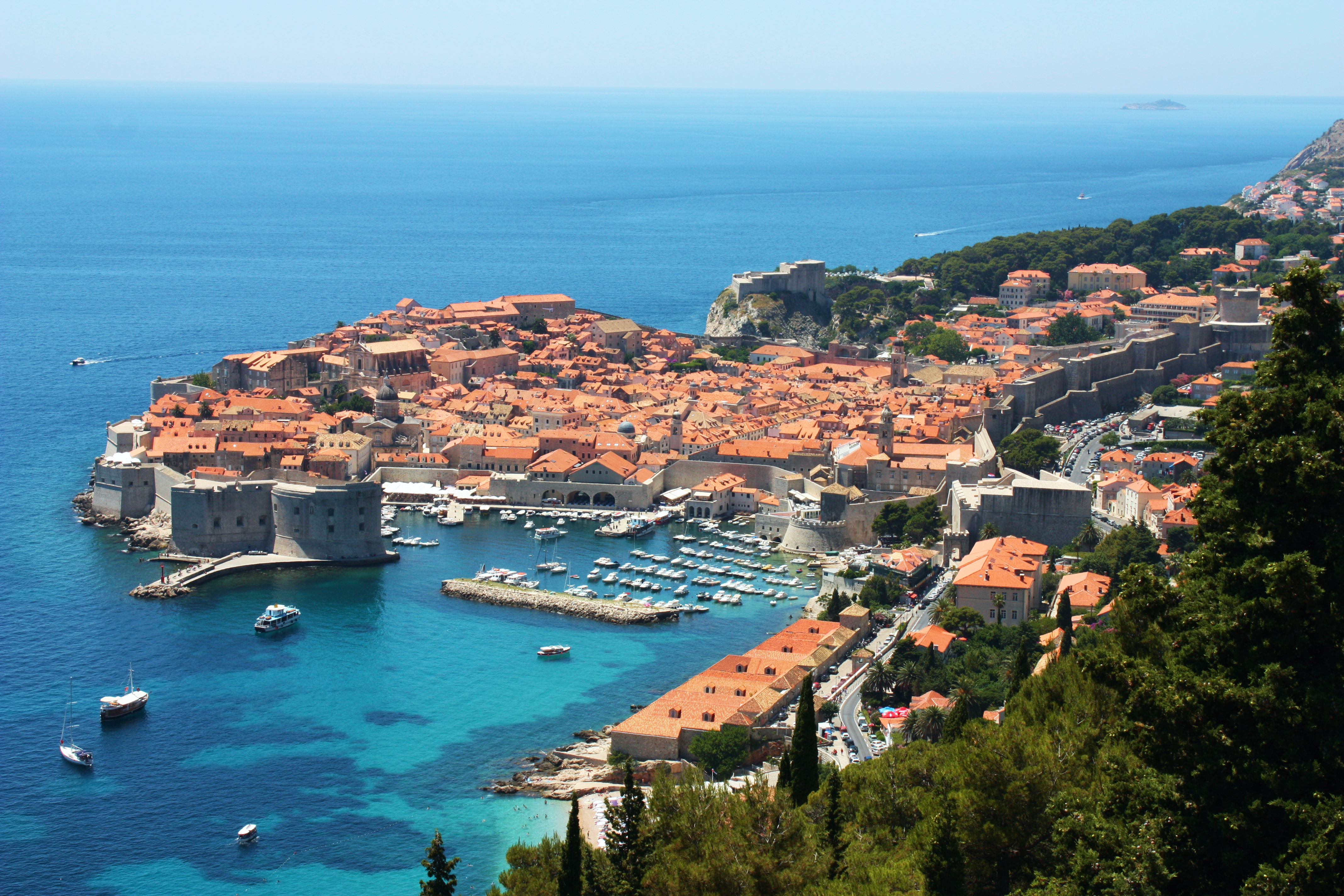
La ville de Dubrovnik.

Les municipalités ou communes, au nombre de 423, comprennent généralement plusieurs localités habitées, dont le nombre sur l'ensemble du territoire croate s'élève à quelque 6 700. Elles comptent au maximum 30 000 habitants. Le statut de ville est attribué aux chefs-lieux des županije, aux agglomérations de plus de 10 000 habitants et, à titre exceptionnel, aux cités qui peuvent y prétendre pour des raisons historiques, économiques, urbanistiques, etc. De statut comparable, les communes et les villes sont des municipalités.
Les principales villes sont Zagreb, Split, Rijeka, Osijek, Zadar, Slavonski Brod, Pula, Karlovac, Varaždin, Šibenik, Sisak, Vinkovci, Velika Gorica, Dubrovnik.

##### Conseils municipaux
Le conseil municipal est, aussi bien dans le cadre de la commune (opcinsko vijece) que dans celui de la ville (gradsko vijece), l'assemblée représentative de la municipalité qui règle par ses délibérations les affaires de celle-ci. Élu pour quatre ans, il est composé d'un nombre impair de membres :
- 7 à 13 membres pour les communes de moins de 3 000 habitants ;
- 9 à 15 membres pour les communes de 3 001 à 10 000 habitants ;
- 13 à 19 membres pour les communes et les villes de 10 001 à 30 000 habitants ;
- 19 à 35 membres pour les villes de plus de 30 000 habitants ;
- 51 membres pour la ville de Zagreb.

Son président, élu parmi les conseillers municipaux, est secondé par deux vice-présidents. Au moins une fois par trimestre, le président (predsjednik opcinskog vijeca / predsjednik gradskog vijeca) convoque les sessions du conseil municipal, qu'il préside et représente. Les autres prérogatives du président sont fixées par le conseil municipal.

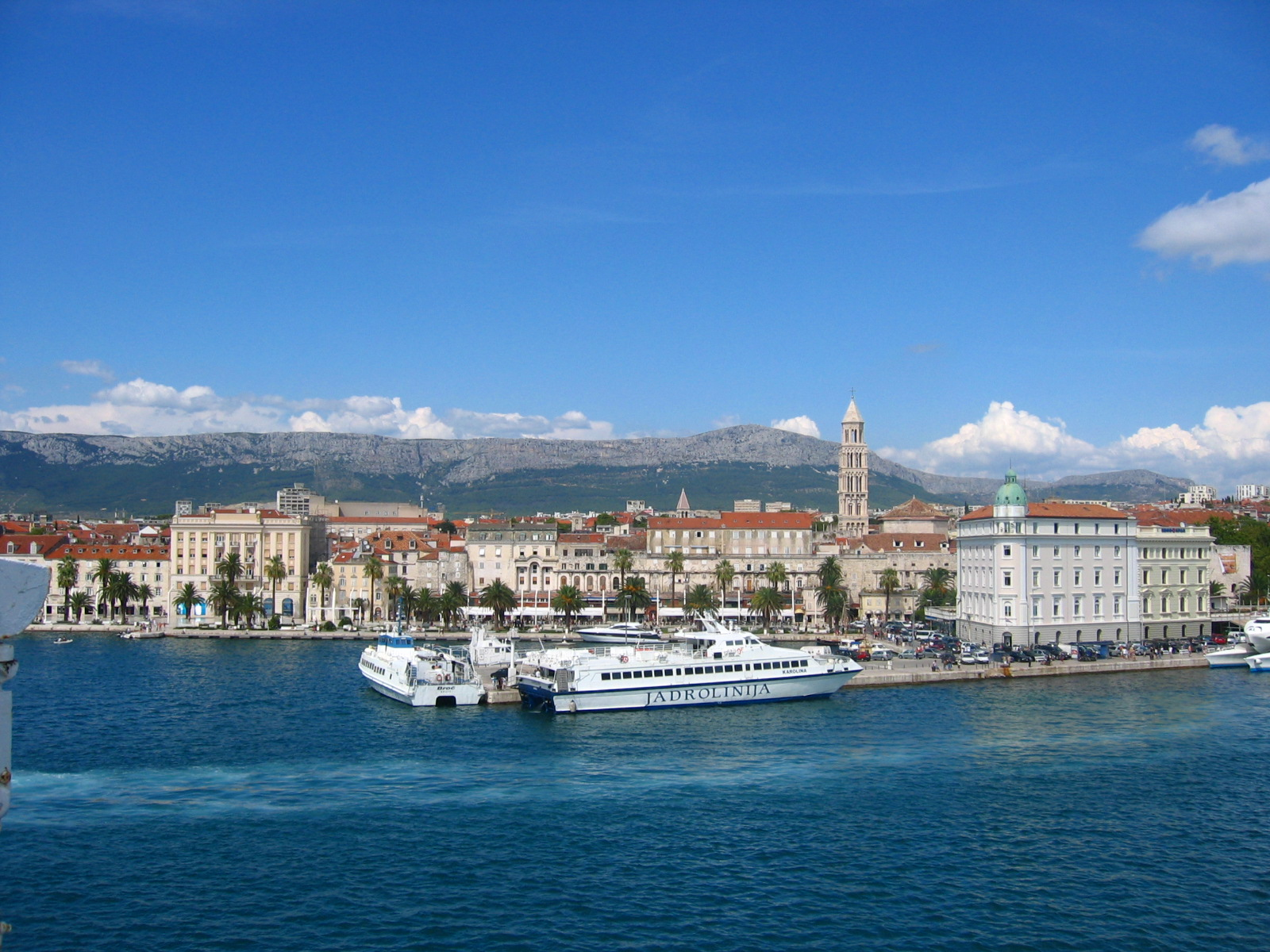
La ville de Split.

Le conseil municipal est compétent pour :
- approuver le Statut municipal ;
- voter les décisions et dresser les actes généraux relatifs à la vie municipale ;
- désigner et révoquer le maire, ses adjoints et les responsables des services municipaux ;
- instaurer les commissions municipales et désigner leurs membres ;
- déterminer la composition des services municipaux et fixer leurs compétences.

Dans les municipalités de moins de 3 000 habitants, les fonctions relevant de l'exécutif municipal sont remplies par le Conseil municipal tandis que le président du conseil municipal exerce la fonction de maire. Autrement dit, une même personne exerce alors les fonctions de président du conseil municipal et de maire. En revanche, les communes de plus de 3 000 habitants, ainsi que les villes, disposent généralement d'un exécutif municipal propre (Poglavarstvo) dont les membres, élus par le conseil municipal parmi ses membres, renoncent alors à leur mandat de conseillers municipaux (cette fonction étant incompatible avec l'appartenance à l'instance exécutive locale). Le maire, élu par le conseil municipal est, quant à lui, traditionnellement choisi parmi les têtes de liste des partis représentés. Il préside l'exécutif municipal, composé de membres également élus pour quatre ans. Toutefois, dans les communes de 3 001 à 10 000 habitants, le conseil municipal a la possibilité de s'investir du droit d'exercer les fonctions d'exécutif municipal, en l'inscrivant dans le Statut municipal. L'exécutif, composé d'un nombre impair de membres, compte :
- 3 ou 5 membres pour les communes de 3 001 à 10 000 habitants ;
- 5 ou 7 membres pour les communes et les villes de 10 001 à 30 000 habitants ;
- 7 ou 9 membres pour les villes de 10 001 à 30 000 habitants ;
- 9 à 15 membres pour la Ville de Zagreb.

L'exécutif municipal est en premier lieu chargé de :
- l'exécution des décisions du conseil municipal ;
- de préparer les propositions soumises au conseil municipal ;
- diriger l'action des services de l'administration municipale ;
- gérer l'affectation des biens mobiliers et immobiliers de la municipalité.

### Transports
- Routes : 28 588 km (dont 2 561 d'autoroutes) (en 2005).
- Voies ferrées : 2 726 (en 2005).
- Voies navigables : 785 km.

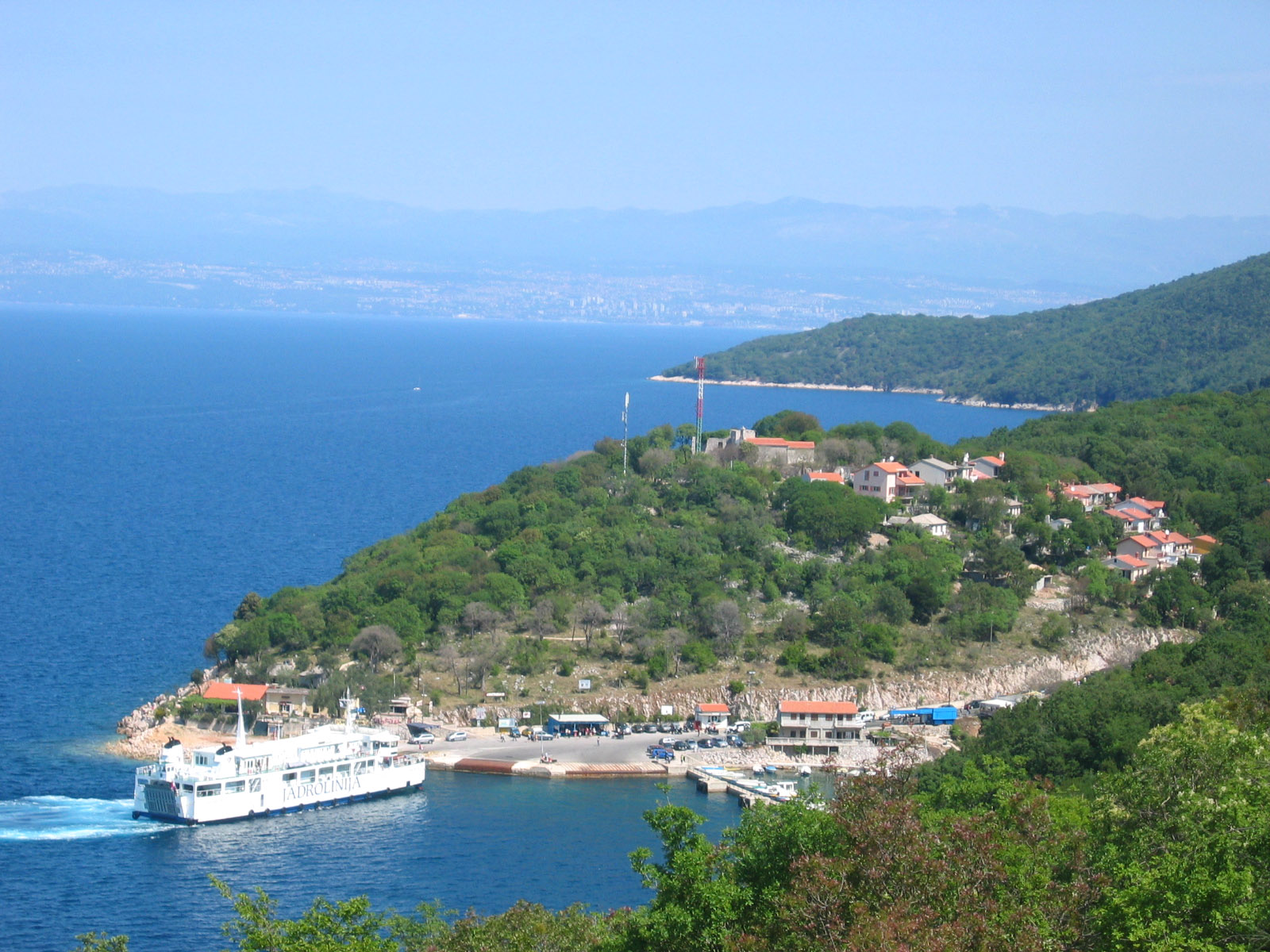
Ferry-boat.

- Nombre d'aéroports : 68 (dont 23 avec des pistes goudronnées) (en 2005).

## Économie

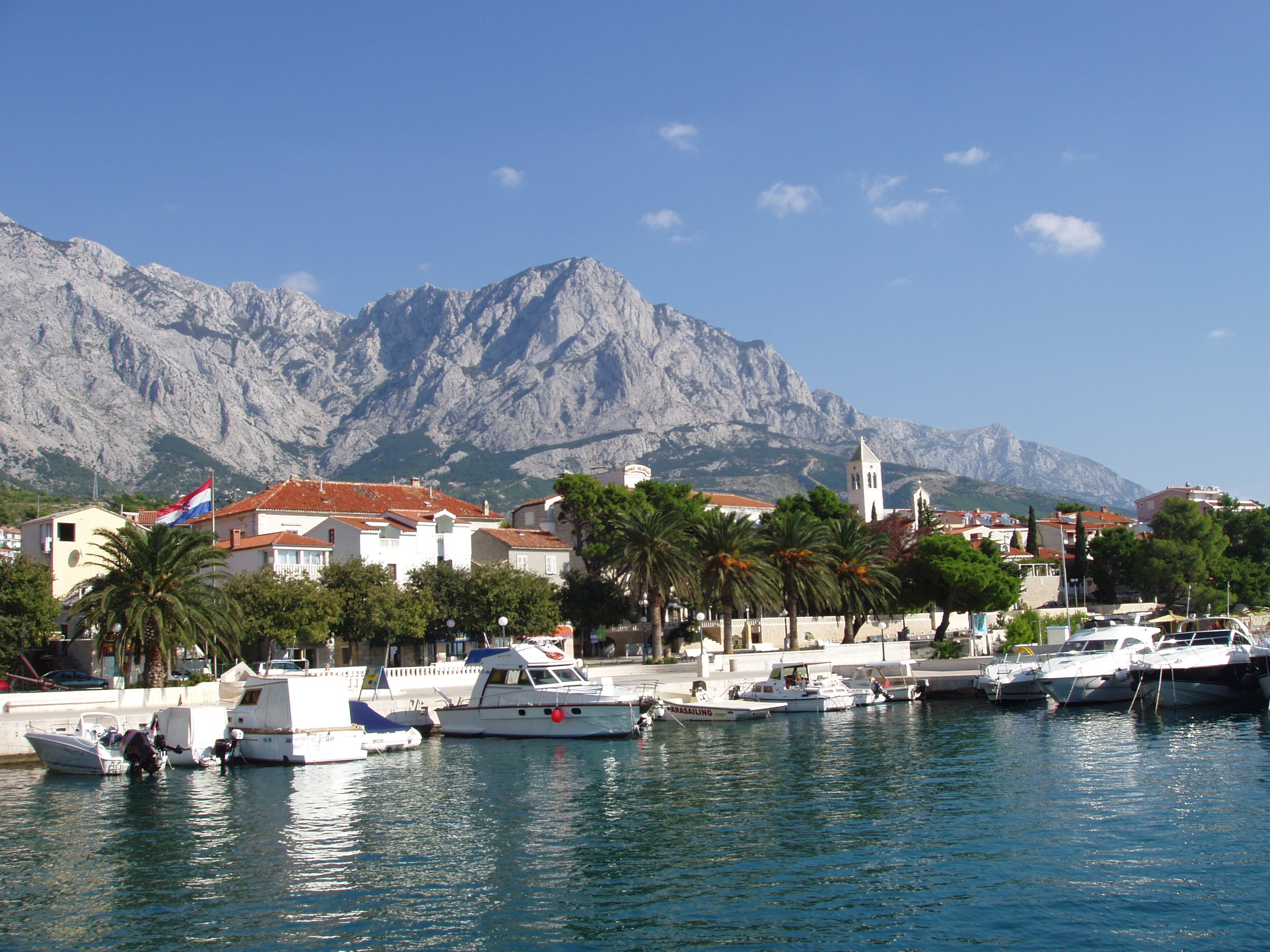
Makarska riviera.

Le processus de transition d'un système d'économie planifiée vers une économie de marché a commencé à la fin des années 1980, mais la désindustrialisation et les dommages dus à la guerre d'indépendance ont ralenti cette mutation. Les privatisations commencées pendant la guerre d'indépendance ont été entachées de scandales politico-financiers.
Le pays s'est engagé dans un vaste programme de reconstruction mené par le gouvernement : depuis 1996, la moitié du parc immobilier détruit a été rebâtie quasiment sans aide internationale, tandis que la croissance du PIB a atteint une moyenne de 6 %, et l'inflation annuelle moyenne sur cinq ans demeure inférieure à 4 %. Depuis la fin de la guerre, le pays connaît une croissance économique assez rapide. En 2021, la Croatie se classait au 24e rang des pays européens quant au PIB par habitant, devançant la Slovaquie, la Grèce et la Bulgarie. En 2024, le pays est classé en 43e position pour l'indice mondial de l'innovation.
Une décennie après son adhésion à l'UE, la Croatie a réalisé des progrès dans la convergence de son niveau de vie par rapport aux autres pays de l'UE. Son niveau de vie, mesuré par la parité de pouvoir d'achat, est passé de 60 % à 72 % en moyenne sur une période de dix ans. Cependant, la convergence réelle reste trop lente, ce qui, combiné à l'inflation, pourrait avoir un impact sur le niveau de vie en limitant le pouvoir d'achat. À la fin de l'année 2022, le PIB par habitant s'élevait à 17 240 €, stagnant depuis plusieurs années à 72 % de la moyenne des États membres en parité de pouvoir d'achat. Le salaire moyen brut était de 1 430 €, avec un salaire net de 1 045 € à la fin de l'année 2022, enregistrant une augmentation de 8,17 % en 2022, mais restant inférieur de 2,6 points par rapport à l'inflation.
Après avoir connu une forte récession en 2020 (-8 %) en raison de la crise sanitaire et des séismes, la Croatie a enregistré deux années de croissance économique dynamique (+13,1% en 2021 et 6,3 % en 2022). Selon les prévisions de la Banque centrale, la croissance économique devrait être faible pour l'année 2023, atteignant 1,5 %, légèrement supérieure aux prévisions de la Commission européenne pour le reste de l'UE. En 2022, l'économie croate a été fortement affectée par l'inflation, atteignant un niveau record de 10,7 % en fin d'année, et cette tendance devrait se maintenir avec une inflation prévue à 7 % en 2023.
L'économie croate reste largement dominée par le secteur des services, qui emploie près de 65 % de la population et contribue aux deux tiers du PIB. Le tourisme joue un rôle prépondérant, représentant près de 20 % du PIB avec plus de 10 millions de touristes par an, attirés par le littoral attractif de la Croatie. Cette industrie touristique dynamique contribue à limiter le déficit commercial du pays. En revanche, le secteur industriel, représentant 18 % du PIB, peine à répondre à la demande intérieure croissante, ce qui entraîne une augmentation des importations et aggrave le déficit commercial.
En remplacement de la kuna, la Croatie adopte l'euro comme monnaie officielle au 1er janvier 2023. Peu après avoir adopté l’euro, le pays est confronté à une forte hausse des prix, notamment des denrées alimentaires, qui suscite la colère des citoyens et des groupes de protection des consommateurs,.

## Démographie

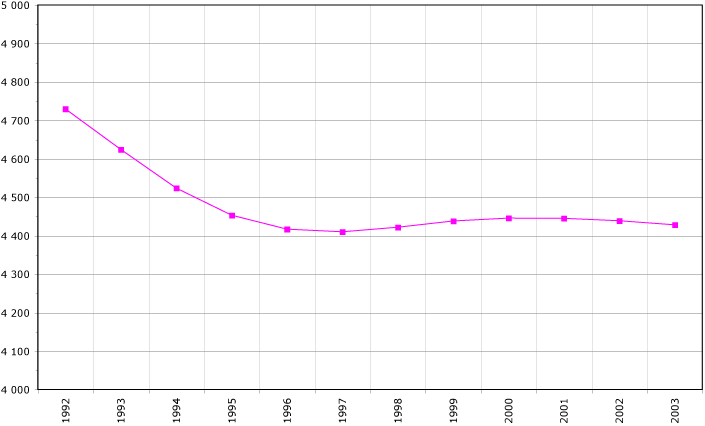
Évolution de la population entre 1992 et 2003 (chiffre de la FAO, 2005). Population en milliers d'habitants.

Au dernier recensement (2021), la Croatie était peuplée de 3 871 833 habitants.La population de la Croatie est en lente diminution depuis la dernière décennie (de 4,3 millions d'habitants en 2007 à 4,1 millions en 2017). Le taux de natalité est faible (environ 9 ‰) ; la transition démographique a été atteinte il y a environ cinquante ans. L'espérance de vie moyenne est d'environ 75 ans (hommes : 71,8 ans, femmes : 78,8 ans, en 2005) et le taux d'alphabétisation est de 98,5 %, ce qui est assez élevé. En outre, le taux de fécondité était en 2006 de 1,4 enfant/femme pour une mortalité infantile de 6,72 ‰.
Depuis la fin des années 1990, 350 000 personnes ont émigré de Croatie. La population du pays a chuté de 9 % entre 2011 et 2021. Les inégalités, la corruption et le manque d’opportunités constituent les raisons principales expliquant ces départs.
La Croatie est habitée principalement par les Croates (89,6 %). Il y a également une vingtaine de minorités, dont la plus grande sont les Serbes (4,5 % de nos jours, 12 % avant-guerre, selon le recensement de 1991), tandis que les autres ont moins de 0,5 % chacune.
La religion principale est le catholicisme (87,8 %). Il y a aussi des minorités chrétiennes orthodoxes (4,4 %) et musulmanes sunnites (1,3 %). Toutes les autres religions ensemble couvrent moins de 1 % de la population.
La langue officielle — et la plus courante — est le croate, une langue slave, qui utilise l'alphabet latin étendu par quelques signes diacritiques. Moins de 5 % de la population utilise une autre langue comme langue maternelle. L'italien est également langue officielle en Istrie, notamment dans les villes de Pola/Pula, Rovigno/Rovinj, Umago/Umag.
Le droit à l'avortement est reconnu depuis la période communiste. Dans les faits toutefois, ce droit est remis en cause depuis plusieurs années sous la pression de l’Église catholique, proche du gouvernement conservateur du parti HDZ. En 2019, 59 % des praticiens invoquaient la clause d'objection de conscience, le plus souvent pour des raisons religieuses, pour refuser de pratiquer un avortement.

## Langues

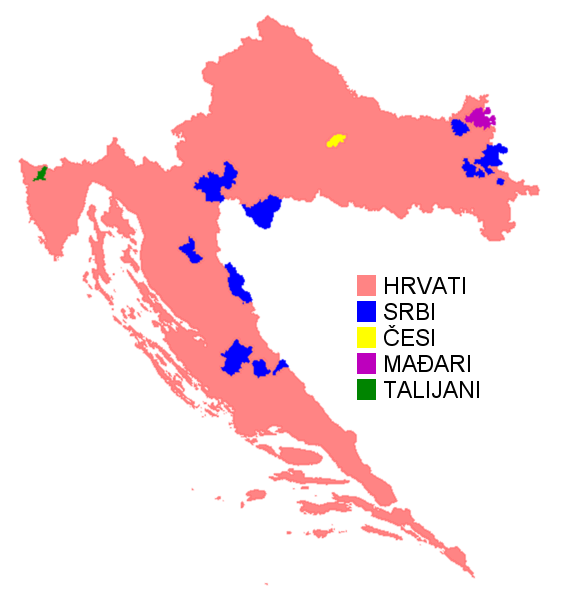
Ethnies en Croatie.

La langue officielle de la Croatie est le croate qui est une langue du groupe méridional des langues slaves, de la famille des langues indo-européennes. Même si les linguistes utilisent le terme de serbo-croate (peu à peu remplacé par BCMS) pour définir la langue parlée en Croatie, en Bosnie-Herzégovine, en Serbie et au Monténégro, officiellement le serbo-croate n'existe plus, chaque pays nommant sa langue croate, bosniaque, serbe ou monténégrin. Il n'y a pas d'isoglosse entre ces langues (les locuteurs se comprennent, sans faire appel à un traducteur dans la plupart des cas), leur définition est historique et politique. En revanche, il y a des différences de lexique (certains mots, certaines conjugaisons ou déclinaisons varient) et une différence d'alphabet : il est latin en Croatie et dans la fédération de Bosnie-Herzégovine, tandis qu'en Serbie, au Monténégro et dans la république serbe de Bosnie cohabitent les alphabets cyrillique et latin.
L'anglais est beaucoup parlé par les plus jeunes, surtout dans les secteurs du tourisme et du commerce, et l'italien est tout aussi présent, surtout vers la côte dalmate où il est même la langue officielle de quelques municipalités à égalité avec le croate, mais aussi dans le reste du pays. Pour des raisons historiques, l'allemand est aussi parlé (la Croatie est une ancienne région de la monarchie austro-hongroise, et aussi, l'allemand est une langue pratiquée par une partie de la diaspora croate qui travaille en Allemagne et en Autriche). Le hongrois, lui, est parlé dans les régions de l'Est de la Croatie en Baranya.

## Culture
La Croatie s'est associée à la candidature de la diète méditerranéenne à la liste du patrimoine culturel immatériel en 2013. Les vertus de la cuisine croate pour la santé avaient été observées dans les années 1960 en Dalmatie dans le cadre de l'étude des sept pays.

### Religions

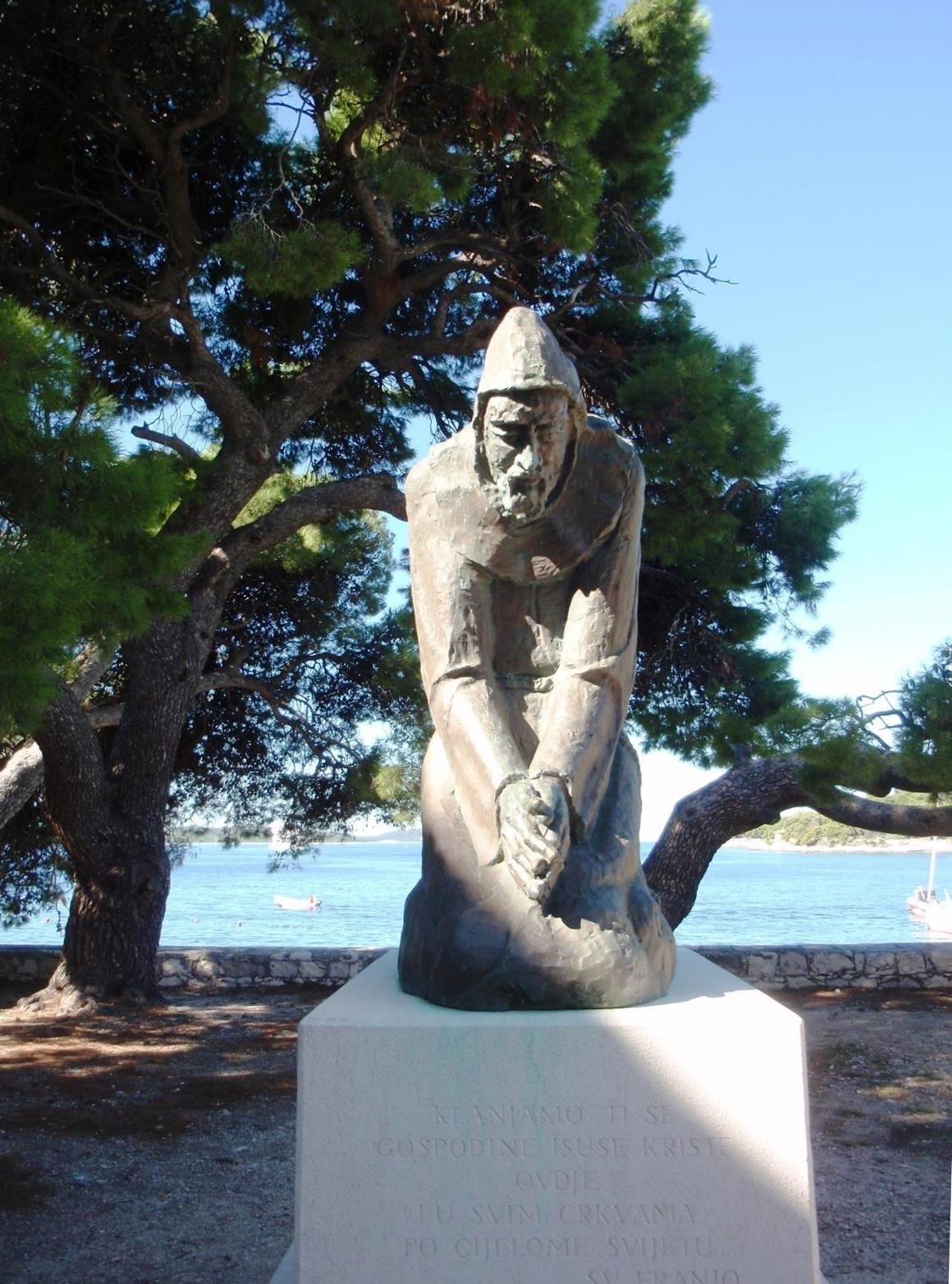
Statue de saint François en prière, sur la terrasse du monastère des franciscains de Hvar en Croatie.

Le catholicisme est la religion la plus répandue en Croatie avec 87,8 % de la population qui se déclare catholique. Cependant la plupart des autres religions sont présentes sur le sol croate dont certaines comme l'orthodoxie, le judaïsme ou l'islam.

### Sport
La Croatie est vice-championne du monde de football en 2018. L'audience de la finale a cumulé 1,12 milliard de téléspectateurs.
Le 25 novembre 2018, l'équipe de tennis de Croatie remporte la finale de la Coupe Davis face à la France tenante du titre 3-1, c'est la seconde fois qu'elle remporte cette compétition de son histoire.
Le combattant Mirko Filipović surnommé Mirko Cro cop (contraction de Croatian Cop, du fait de son passé de policier et de ses origines Croate) est une légende du K-1 et des arts martiaux mixtes, et a par ailleurs exercé la fonction de député durant un mandat.

### Découvertes
Plusieurs scientifiques et inventeurs proviennent de Croatie.
- Anthony Francis Lucas, crédité de la découverte des premiers puits de pétrole ;
- Ivan Lupis-Vukić, inventeur de la torpille ;
- Slavoljub Eduard Penkala a inventé le premier stylo mécanique à réservoir intégré ;
- Nikola Tesla, d’origine serbe mais né dans une ville de l'actuelle Croatie, a en particulier permis le développement de réseaux électriques en courant alternatif ; son nom est devenu l'unité d’induction magnétique du Système international d'unités (le tesla) et est aussi utilisé par une firme automobile comme marque des véhicules électriques qu'elle produit ;
- Fausto Veranzio (en croate Faust Vrančić) a dessiné l'ancêtre du parachute.

## Tourisme

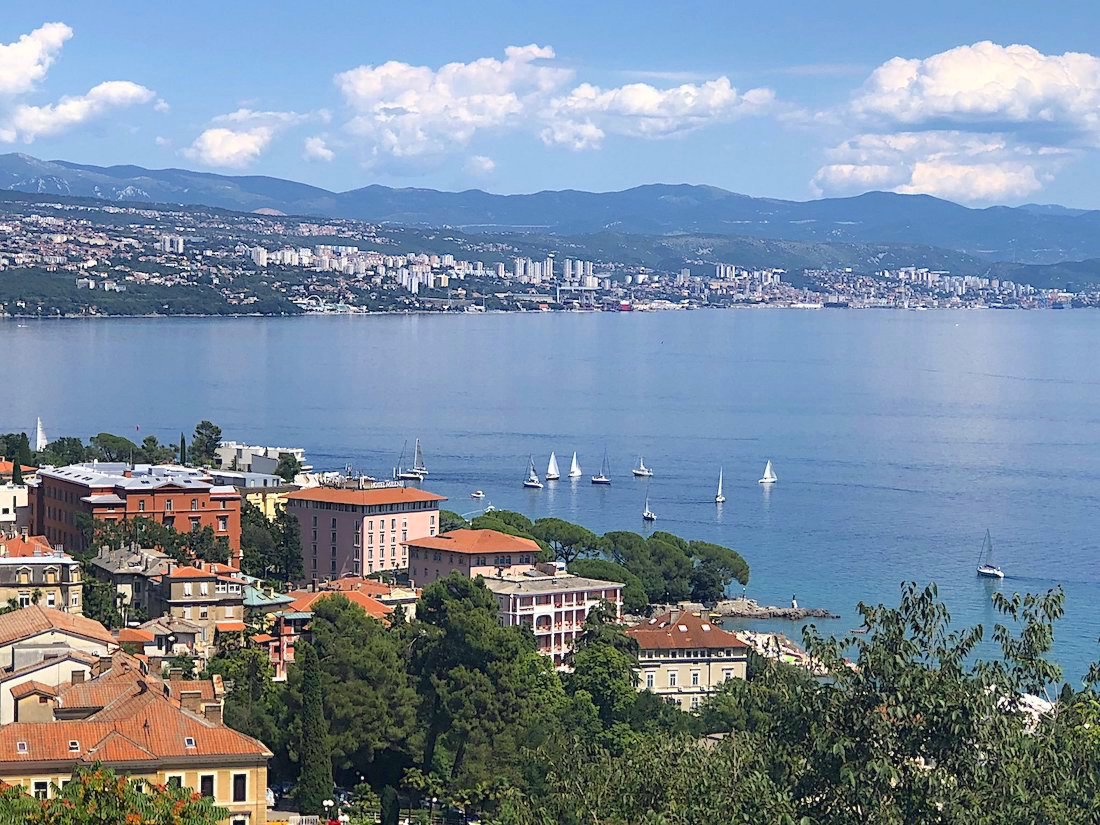
Rijeka.

### Importance économique du tourisme

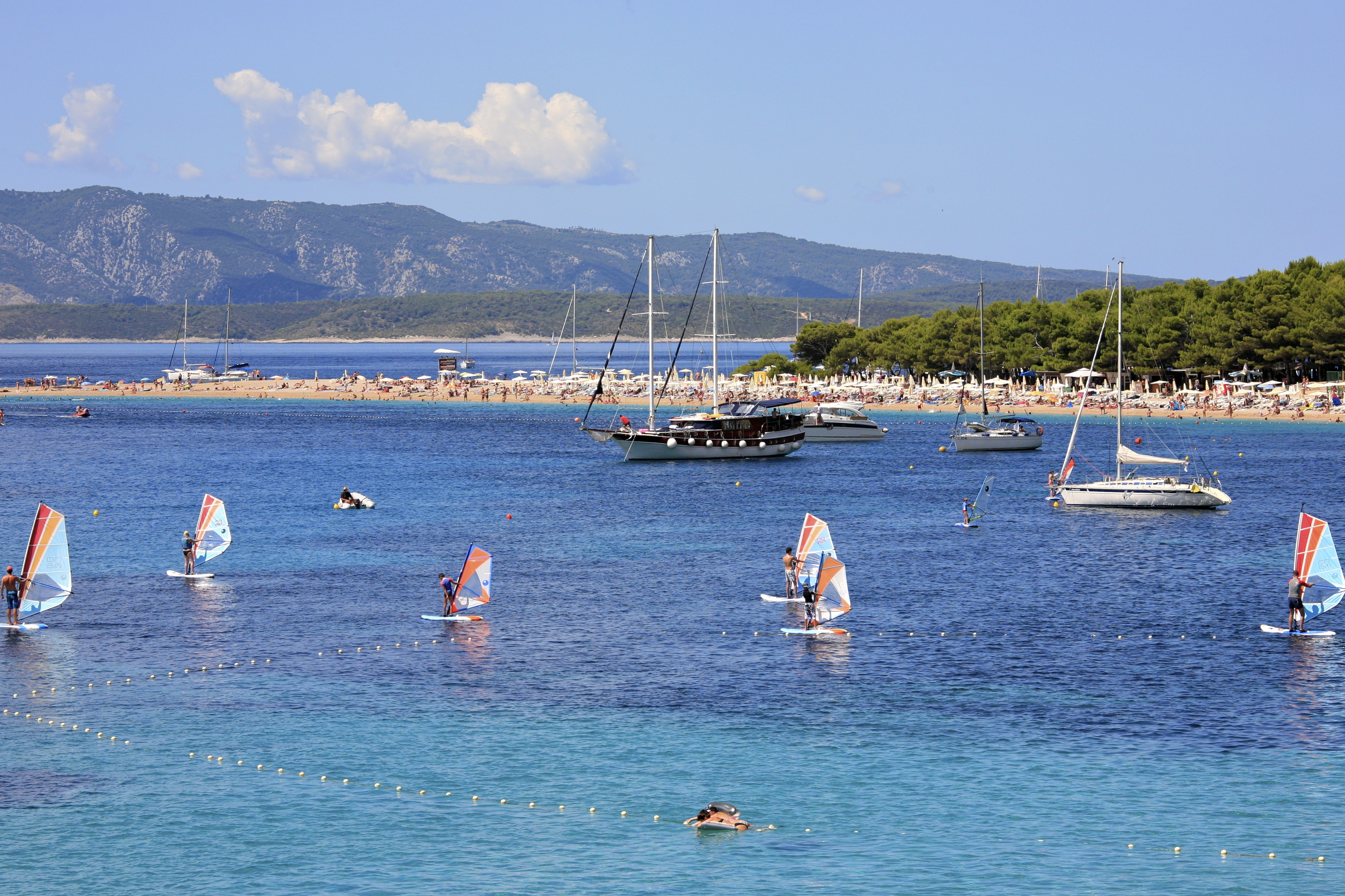
Île de Brač.

Le tourisme est une source de revenus importante, grâce à la beauté du pays et des diverses activités culturelles et de loisirs. La Croatie, qui ne comptait alors que 4,12 millions d'habitants, a reçu 18,5 millions de touristes en 2017.
Le tourisme représentait 18,4 % du PIB en 2018. Cependant, Le Courrier des Balkans indique que « le poids réel du secteur est encore bien plus élevé, si l’on prend en compte les revenus de l’économie grise, des emplois au noir, des chambres et des appartements loués sur la côte sans être déclarés, ce qui fait de la Croatie le pays européen le plus dépendant de la mono-activité touristique ».
Dès le début des années 2000, le Fonds mondial pour la Nature (WWF) avait souhaité l'émergence en Méditerranée du tourisme durable, en estimant qu'au cours des vingt prochaines années, un groupe de pays méditerranéens comme le Maroc, la Tunisie, la Grèce, la Turquie et la Croatie, subiront une montée du tourisme étranger, totalisant environ 350 millions de visiteurs par an, avec de plus en plus de constructions sauvages et non concertées d'hôtels, stations balnéaires et villages de vacances. Il avait appelé l'industrie du tourisme à adopter et encourager des pratiques plus responsables afin de renverser la vapeur en défendant des programmes de développement écologiques et en sensibilisant la clientèle au respect de l'environnement.

### Sites remarquables
- Ile de Koločep (à 25 minutes de ferry de Dubrovnik)[51]
- Amphithéâtre de Pula

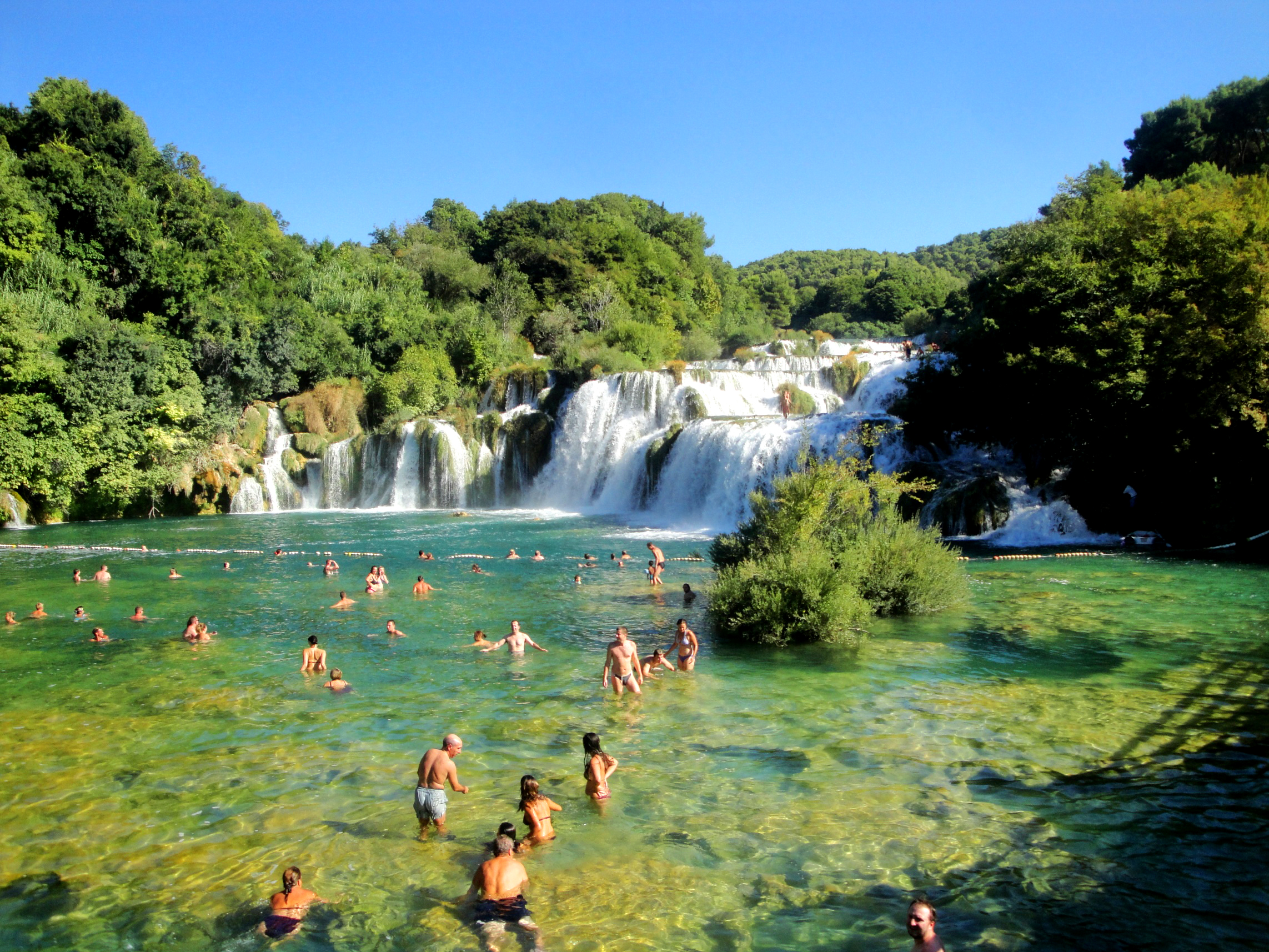
Parc national de Krka.

- Parc national des lacs de Plitvice
- Basilique euphrasienne de Poreč
- Église Sainte-Euphémie de Rovinj
- Cathédrale Saint-Jacques de Šibenik
- Cathédrale Saint-Domnius de Split
- Chapelle Saint-Jean-Ursini de Trogir
- Église Saint-Donat (Zadar), église Sainte-Marie de Danče, église Sainte-Marie de Škrilinah, église Saint-Michel d'Igrane
- Palais de Dioclétien à Split, forteresse de Kaštel Gomilica, fortifications de Kotišna
- Temple d'Auguste (Pula)
- Théâtre de Hvar
- Zlatni Rat
- Arche romaine de Rijeka
- Parc national de Krka
- Parc national des Kornati
- Parc national de Mljet
- Parc naturel de Telašćica
- Localités et villes touristiques : Brela, Dubrovnik, Hvar, Korčula, Lovran, Makarska, Opatija, Poreč, Primošten, Rijeka, Rovinj, Split, Trogir, Crikvenica, Selce, Zadar, Rab, Zagreb
- Liste des châteaux croates
- Liste des cathédrales de Croatie